# Jacob Augustus Riis

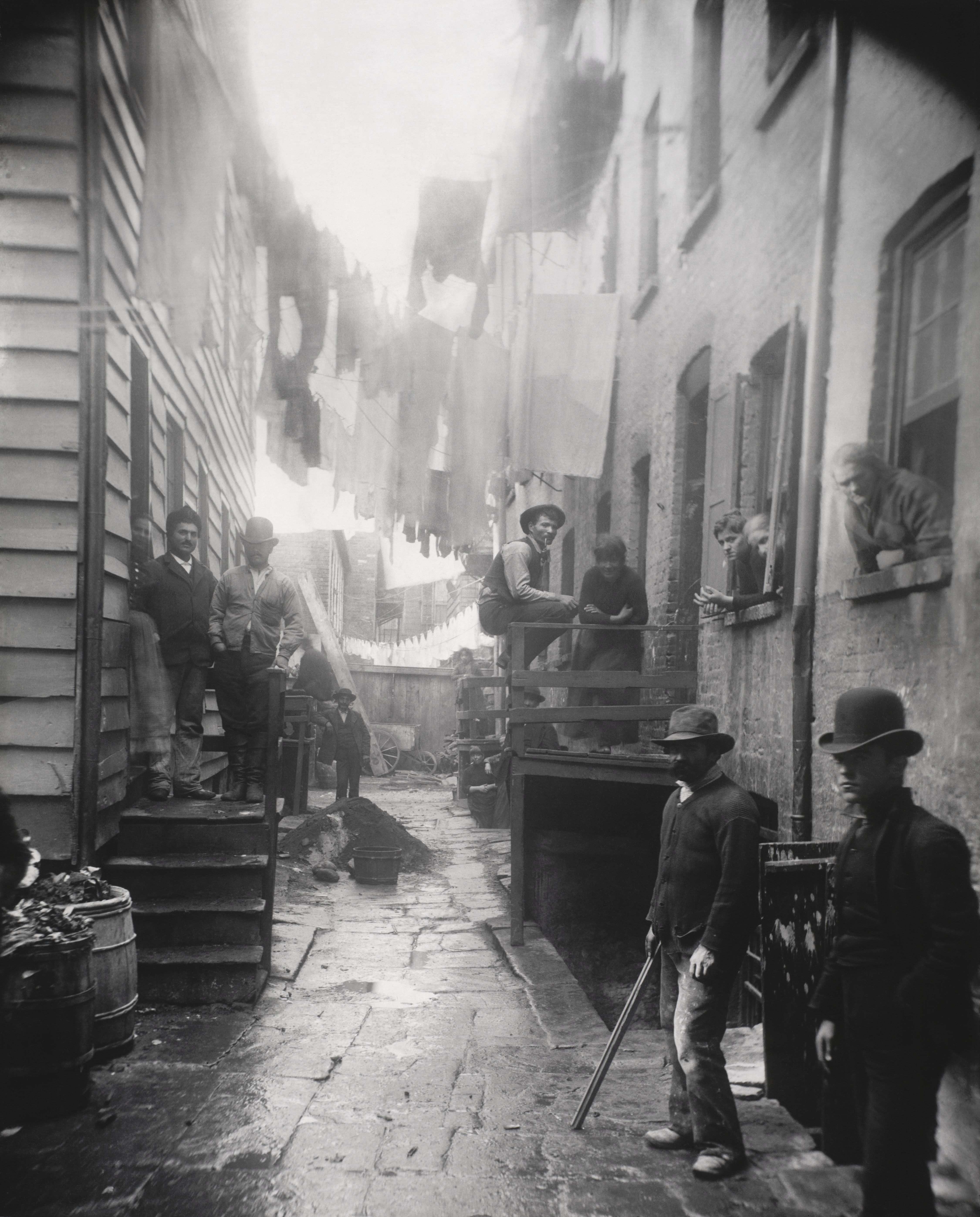
Jacob Augustus Riis: Městští bandité, kolem 1890

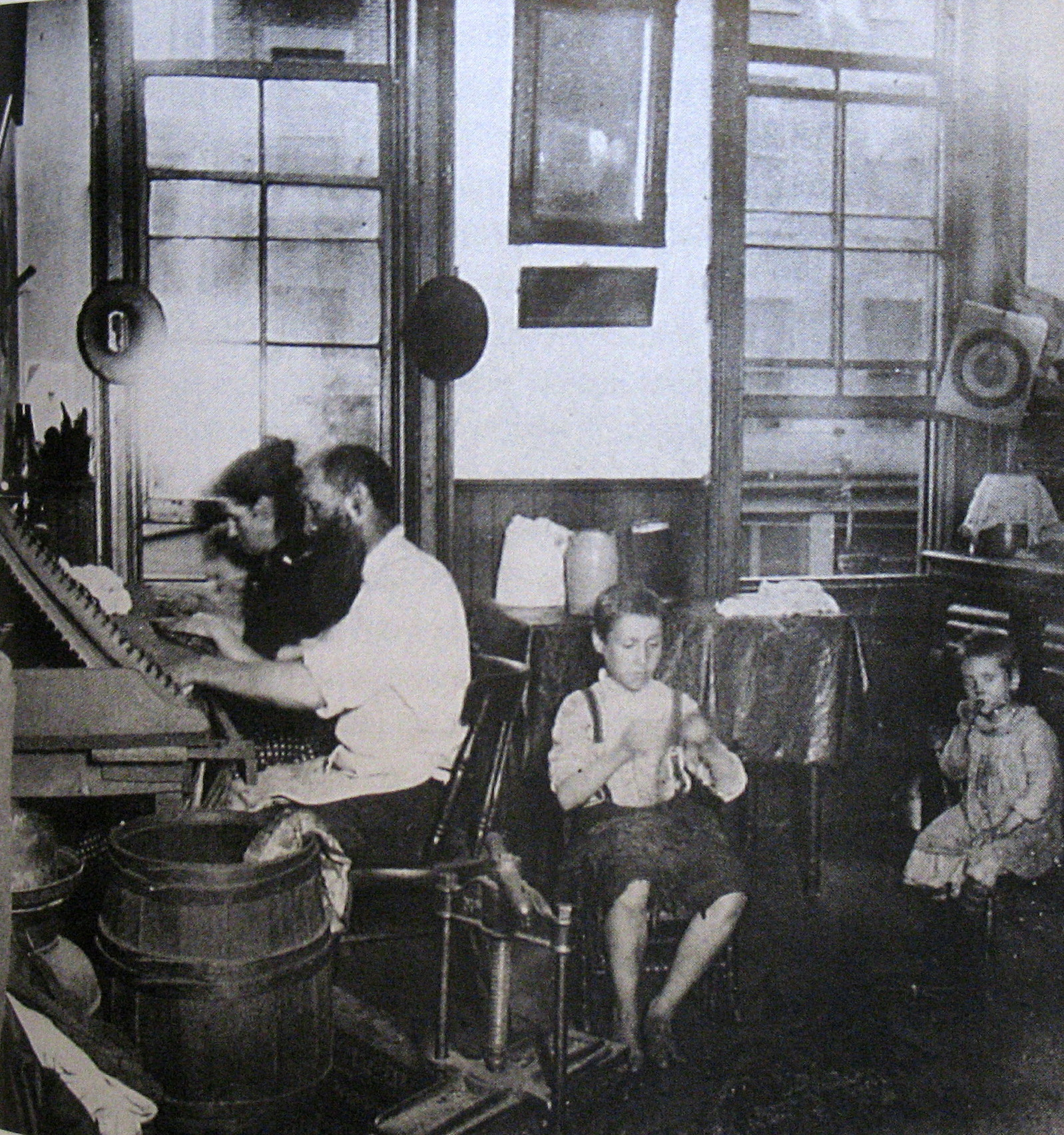
Jacob Augustus Riis: Výrobci cigaret z Čech pracující ve Spojených státech, 1890

Jacob Augustus Riis (1849, Ribe – 1914, Barre) byl americký fotograf, sociolog, novinář a spisovatel.

## Život a dílo
Pocházel z Dánska, narodil se v Ribe. Vyučil se truhlářem. Roku 1870 se přestěhoval do Spojených států amerických.
Dlouho se nemohl uchytit. Střídal zaměstnání, cestoval po krajině, žil v chudých poměrech. Roku 1877 se stal policejním a soudním reportérem novin The New York Tribune, později The Evening Sun. Obstarával zpravodajství z chudinských čtvrtí, kde se tísnili ve starých domech bez kanalizace a vodovodu statisíce lidí a kde se rodila zločinnost. Psal mnoho článků, aby upozornil na nelidské životní podmínky v těchto čtvrtích, později sáhl po názornějším fotografickém obraze. Jelikož neuspěl u fotografů, kteří se zalekli práce v nebezpečném prostředí, koupil si začátkem roku 1888 deskový fotoaparát. Využil tehdy nový vynález bleskového světla a dokumentoval ponižující způsoby života v nájemných ubytovnách kasárenského typu (jeden z takovýchto typických domů měl 2781 nájemníků, v jedné místnosti přebývalo až 9 lidí a v celém domě byla jen jedna vana na koupání). Dále dokumentoval poměry v policejních noclehárnách a práci dětí využívanou v domácích řemeslných dílnách.
O rok později uveřejnil v časopise Scribner's článek Jak žije druhá polovina, ve kterém svoje kritické texty doplnil kresbami vyhotovenými podle vlastních fotografií. Materiály vzbudily takový ohlas, že v rozšířené formě, ale i s přímými reprodukcemi fotografií, vyšly roku 1890 pod stejným názvem knižně.
Riis vydal devět knih, kromě jiných Děti chudých, 1892, Z Mulberry Street, 1898. Jejich pomocí a novinových článků a přednášek, na kterých používal diapozitivy svých fotografií, dosáhl některé změny a nápravy. Zrušily se policejní noční útulky, byla zřízená škola pro bezprizorní děti, doplnily se zákony o dětské práci a odstranila se celá ulice Mulberry Bend, která byla skrýší zločinců. Na jejím místě se zřídil park a vybudoval obytný dům Sousedská osada Jacoba A. Riise.
Jeho jménem nazývali sídliště, školy, parky a hřiště po celých Spojených státech.
Riis nefotografoval dlouho, jen do konce století. Ale i v této krátké době (asi devět let) vytvořil fotografické dílo, které patří mezi nejpozoruhodnější a nejzávažnější humanistické programy fotografie. Ačkoli neusiloval o uměleckou tvorbu, jak sám přiznává, přece přispěl k základnímu uměleckému druhu, který se v jeho období začal formovat – výtvarná reportáž.

## Dílo
- Jak žije druhá polovina – 1890
- Děti chudých – 1892
- Tématu lidí žijících v Newyorských brlozích věnoval dalších 6 knih